# Malcolm Sinclair (noble sueco)
Malcolm Sinclair (1690-Grünberg, 1739) fue un noble y oficial sueco que fue asesinado por dos oficiales rusos en su regreso a Suecia desde el Imperio otomano. El asesinato desencadenaría la guerra ruso-sueca de 1741-1743 e inspiró la canción de Anders Odel, Sinclairvisan.

## Biografía
Sinclair nació en 1690 en una familia de inmigrantes escoceses que se asentaron en Suecia en el siglo XVII. Escogió la carrera militar, en la que alcanzaría el grado de subteniente de la Svea livgarde (guardia personal del Rey) en 1708. A finales de 1707 tomó parte en la invasión de Rusia por parte de Carlos XII, en la que fue capturado como prisionero de guerra tras la rendición del ejército en Perevolochna. Sinclair sería encarcelado en la ciudad de Kazán hasta 1722, momento en el que regresaría a Suecia, donde sería promovido al rango de teniente.
En 1737 Sinclair fue enviado al Imperio otomano con la intención de obtener información sobre la guerra Austro-Ruso-Turca en curso. En julio de 1738 Sinclair, ya entonces mayor del Regimiento de Uppland y miembro del Comité Secreto, llevó a cabo un segundo viaje al Imperio otomano con el objetivo de mejorar la seguridad de las comunicaciones diplomáticas entre Suecia y la Sublime Puerta. Sinclair llevó consigo una copia de una carta enviada paralelamente con otro mensajero. La carta estaba dirigida a los embajadores suecos en Constantinopla y trataba de las negociaciones con el Imperio otomano sobre una posible alianza contra el Imperio ruso. Aunque la misión diplomática fue mantenida en alto secreto, el embajador plenipotenciario ruso en Estocolmo, Mijaíl Petróvich Bestúzhev-Riumin tuvo conocimiento de ella y paso la información, incluyendo un retrato de Sinclair, al gobierno ruso. Bestúzhev-Riumin sugirió interceptar al enviado en su camino y culpar a los haidamaks del asesinato para prevenir la alianza antirrusa.
El viaje de ida de Sinclair fue bien, cumplió su misión. A principios de abril de 1739 dejó Constantinopla con cartas del Sultán, el Gran Visir y del embajador sueco. También transportaba los bonos que Carlos XII le había firmado al gobierno otomano en su estancia en el Imperio. Al sospechar que los rusos podrían estar buscándolo, viajó con escolta otomana y polaca hasta llegar al territorio austríaco. El 17 de junio, a unas pocas millas al norte de Breslau, en Silesia, entre Grünberg y Neustadt, fue secuestrado por dos agentes rusos, el capitán Kütler y el teniente Lewitzki, que habían sido enviados por von Münnich con la orden de capturar al enviado. Los agentes le arrebataron los documentos diplomáticos, le sacaron del coche y le llevaron al bosque donde fue asesinado y robado.

## Consecuencias de su asesinato
El relato del asesinato fue conocido por el mercader francés Couturier, que viajaba con Sinclair. Fue trasladado a Dresde, donde el embajador ruso trató de retenerlo por un tiempo. Finalmente sería liberado y compensado con quinientos ducados, tras lo que viajaría a Suecia a testificar sobre lo sucedido. El gobierno ruso negó su responsabilidad en el asesinato en cartas oficiales a las cortes de Europa. Los agentes que llevaron a cabo el asesinato fueron exiliados a Siberia, pero más tarde, durante el reinado de la zarina Isabel I serían promovidos y trasladados a Kazán.
En Suecia, el asesinato provocó un tremendo resentimiento en el país dirigido contra Rusia, lo que favoreció la guerra de 1741. Gran importancia en la inducción de esas emociones entre el pueblo llano la tuvo la canción Sinclairvisan, de Anders Odel, que en 95 stanzas describe como el mayor Sinclair habla desde el otro mundo con Carlos XII, describe su destino y urge a los suecos para que se venguen de Rusia.
El gobierno sueco levantó un monumento en su memoria en el lugar del asesinato en 1909, con la inscripción Hier fiel durch Mörderhand d. Schwed. Gesandte Baron v. Sinclair 17. VI. 1739 ("Aquí encontró la mano del asesino el barón mensajero Sinclair el 17 de junio de 1739").